# Kolín (zámek)
Kolínský zámek se nachází ve stejnojmenném městě ve Středočeském kraji. Roku 1437 na zbytcích (nebo jejich těsné blízkosti) kláštera založil gotický hrad husitský hejtman Bedřich ze Strážnice. Později se hrad stal královským majetkem, ale byl často zastavován. Páni ze Žerotína jej ve druhé polovině 16. století přestavěli na renesanční zámek, ale dochovaná podoba je ovlivněna pozdější stavbou železniční trati Praha–Olomouc. Zámecký areál je chráněn jako kulturní památka.

## Historie

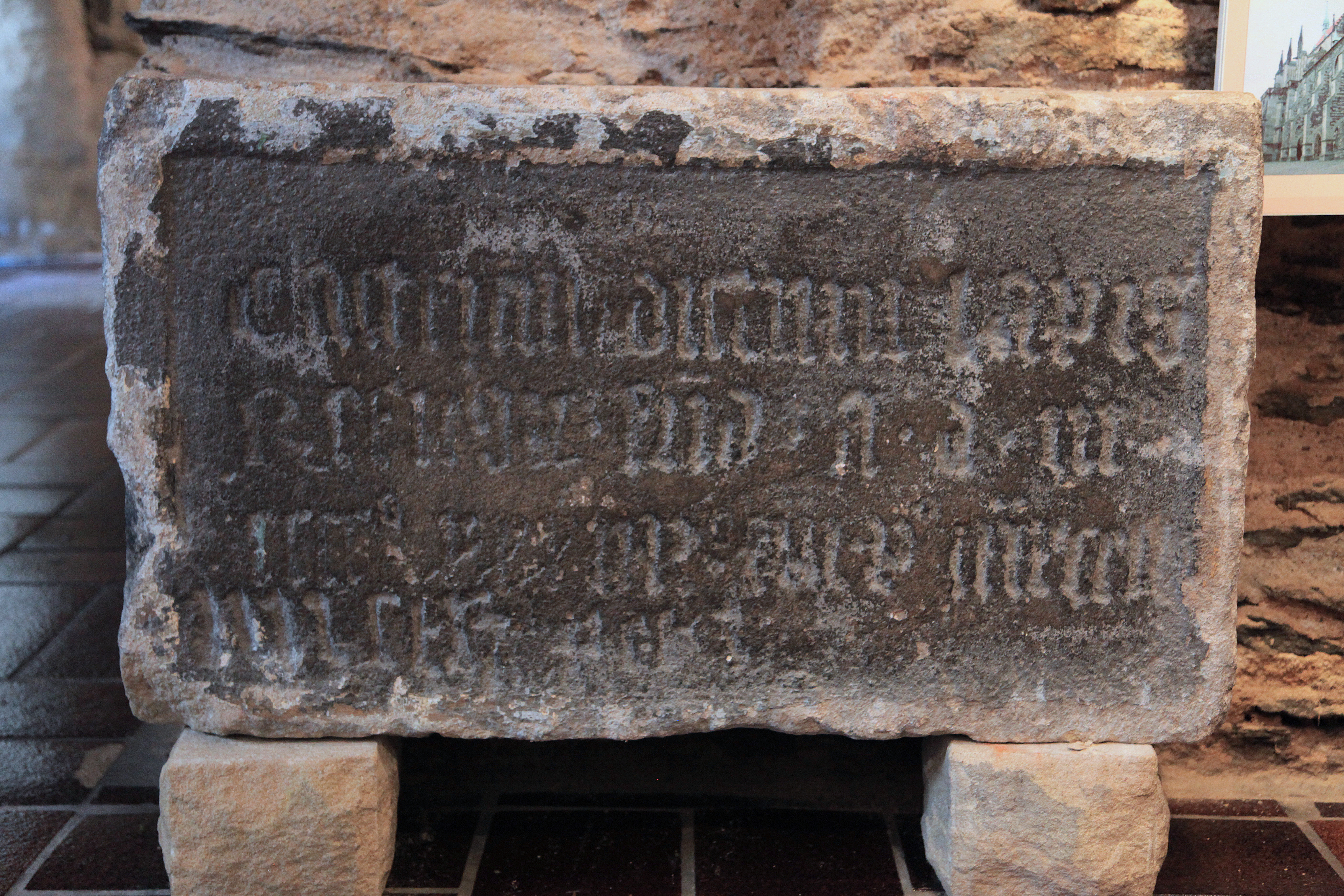
Pamětní kámen kolínského hradu s nápisem o jeho stavbě

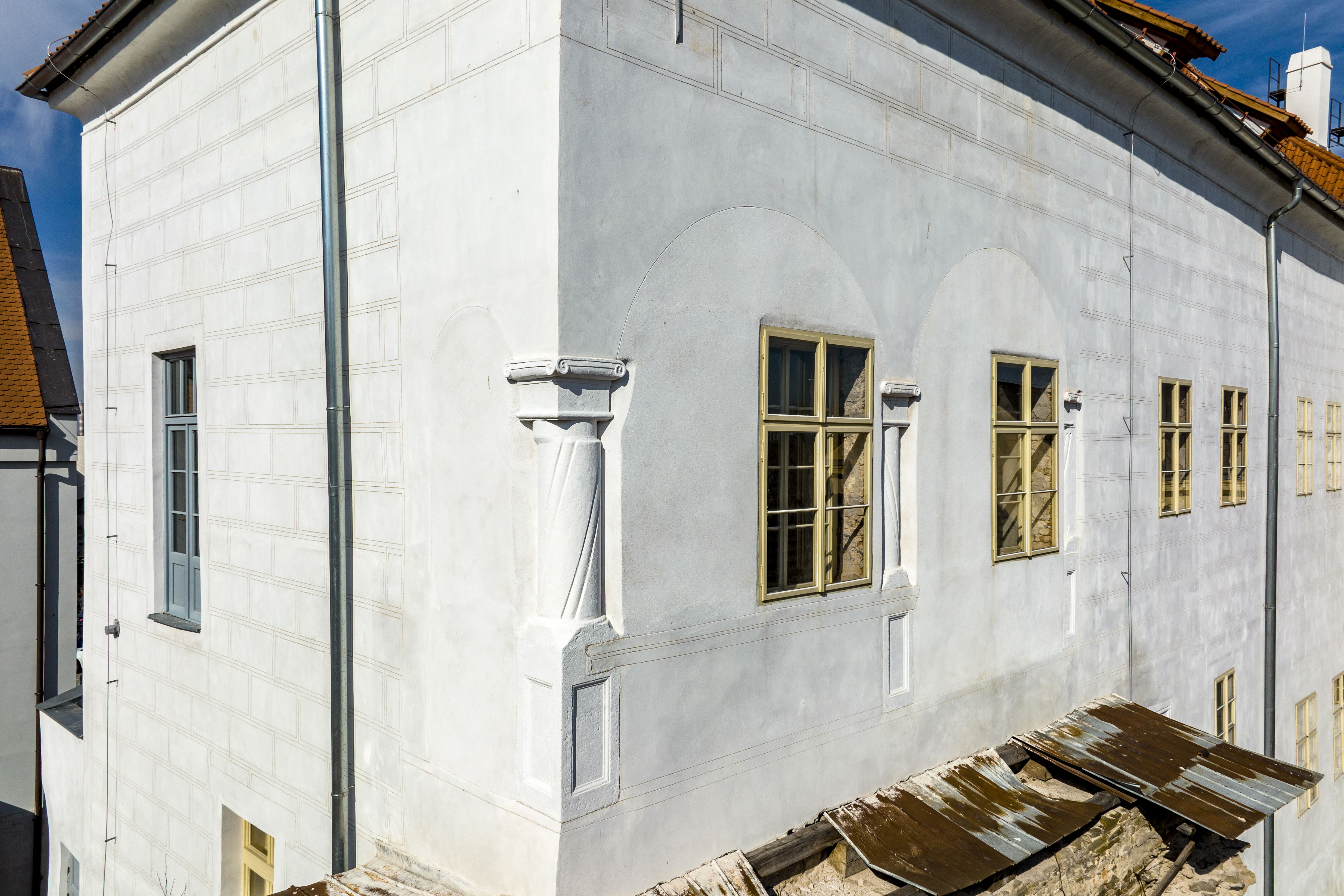
Zazděná renesanční lodžie Žerotínského paláce

V místech pozdějšího hradu stál od 13. století dominikánský klášter vypálený husitským vojskem dne 22. dubna 1421. V roce 1437 nechal hejtman Bedřich ze Strážnice na místě kláštera nebo v jeho těsné blízkosti postavit hrad, který nazval Lapis refugii (tj. Kámen útočiště). Stavbu hradu vedl stavitel Petr, jehož jméno nesla nápisová deska nad bránou a který je nejstarším jménem známým stavitelem hradu v Česku. Kolínský hrad je současně jediný ze známých hradů husitských hejtmanů, který byl založen přímo ve městě.[zdroj⁠?!]
Stavba hradu byla ukončena před rokem 1448. Nová pevnost se stala jedním z opěrných bodů katolické šlechty v jejích sporech s Jiřím z Poděbrad. Roku 1450 se Jiří s Bedřichem ze Strážnice smířili a v roce 1458, po své korunovaci, král Jiří kolínský hrad vykoupil a dosadil na něj svého hejtmana. Po otcově smrti Kolín zdědil jeho synové. Viktorín z Poděbrad hrad roku 1473 propůjčil uherskému králi Matyáši Korvínovi, jehož posádka poté ohrožovala okolní krajinu až k Praze nebo Kutné Hoře. Roku 1477 Hynek z Poděbrad hrad králi Matyášovi zastavil za 20 000 zlatých. Do rukou krále Vladislava Jagellonského se kolínský hrad vrátil až roku 1487.
V dalších desetiletích se střídala období, kdy hrad spravovali královští hejtmané nebo zástavní držitelé. To se projevilo na stavu hradních budov, a úředník Jan Vlkovský z Dalkovic roku 1529 upozorňoval na hrozbu zřícení hradní věže, která nakonec byla na jeho popud opravena V roce 1531 získal kolínský hrad do zástavy za 9 370 kop grošů Vojtěch z Pernštejna. Inventář hradu tehdy kromě mnoha dalšího vybavení uváděl, že na hradě je dvacet hákovnic a devatenáct starých hákovnic na sochorech.
Za něho byla podniknuta radikální a pokroková pozdně gotická až raně renesanční přestavba hradu. Tu provedla královská stavební huť Benedikta Rejta z Pístova a je považována[kým?] za jeden z prvních raně renesančních počinů v Čechách. Původní Klášterská brána městského opevnění byla při této přestavbě plně funkčně zapojena do masy západního křídla, takže se přestala opticky v jeho siluetě uplatňovat. Západní křídlo navíc bylo prodlouženo k jihu o schodišťový trakt, který se v nejvyšším patře směrem k východu (k městu) otvíral do podoby krásné arkádové lodžie.[zdroj⁠?!]
Po Vojtěchovi hrad zdědil bratr Jan z Pernštejna, který jej prodal Albrechtovi z Gutštejna. Král Ferdinand I. od něj Kolín roku 1544 vykoupil ze zástavy, ale v roce 1556 jej znovu zastavil, tentokrát Karlovi ze Žerotína. Panovník si však vymínil, že mu na kolínském panství zůstane právo lovit a zástava potrvá jen do Karlovy smrti. Brzy poté mu navíc povolil, aby na zchátralém hradě prostavěl tisíc kop českých grošů. Karel potom hrad přestavěl v renesančním slohu. Při úpravách byla zachována dispozice hradu, ale přestavěny byly interiéry a na vnějších zdech vznikly sgrafitové omítky.
Po Karlově smrti povolil panovník vdově Veronice z Lípy a jejím dětem, aby na hradě dále zůstaly. Od roku 1579 panství spravoval Karlův nejstarší syn Kašpar Melichar ze Žerotína, který otcem zahájenou přestavbu dokončil v roce 1585. O šest let později od něj zámek vykoupil císař Rudolf II. Během třicetileté války se správa kolínského panství přestěhovala do Poděbrad a do Kolína byla umístěna císařská posádka. Roku 1634 zámek i město dobyli Sasové a po nich je v letech 1639–1640 a 1643 ovládali Švédové.
Válkami poškozený zámek byl ve druhé polovině 17. století částečně přestavěn na pivovar a zbývající budovy se využívaly jako skladiště. Opevnění na straně proti městu postupně zaniklo a zámecké budovy začaly splývat s městskou zástavbou. Zámecký hospodářský dvůr byl roku 1778 rozparcelován a na jeho místě vznikla vesnice Císařeves, jejíž součástí se stal i zámek. Vesnice časem splynula s městskou zástavbou.
Z majetku českých králů se zámek se zbytkem původního panství dostal 21. dubna 1829, kdy ho ve veřejné dražbě koupil volarský podnikatel a velkostatkář Jakub Veith, který v zámku zřídil administrativní centrum svého nově nabytého majetku a pokoje Žerotínského paláce upravil k bydlení své rodiny. Za jeho syna Václava Veitha pak došlo k úpravě celého areálu zámku, který byl v letech 1843–1844 výrazně narušen v souvislosti s odtěžením části skalního bloku při budování železniční trati na břehu Labe. Během těchto oprav získal starý obytný palác současnou sgrafitovou výzdobu.[zdroj⁠?!]
Od vdovy Václava Veitha, baronky Emeriky Veithové rozené Dejmové ze Stříteže, koupil kolínský velkostatek v lednu roku 1862 rytíř František Horský z Horskýsfeldu, který nechal vypracovat vídeňským architektem Moritzem Hinträgerem, nakonec nikdy nerealizované, plány na velkolepou pseudogotickou přestavbu kolínského zámku, ze kterého chtěl učinit svoje reprezentativní sídlo. Od tohoto záměru ale nakonec ustoupil a po vybudování novostavby zámku v Býchorách nechal celý areál kolínského zámku uzpůsobit provozu pivovaru. František Horský vystavěl v roce 1863 v místech jižní zámecké zahrady restauraci a divadlo „Na zámecké“, které se po přestavbě v roce 1982 a 1911 dochovalo dodnes.[zdroj⁠?!]
Od roku 2000 probíhá postupná a pomalá rehabilitace celého areálu zámku, který je v majetku města a není přístupný veřejnosti.[zdroj⁠?!]

## Stavební podoba

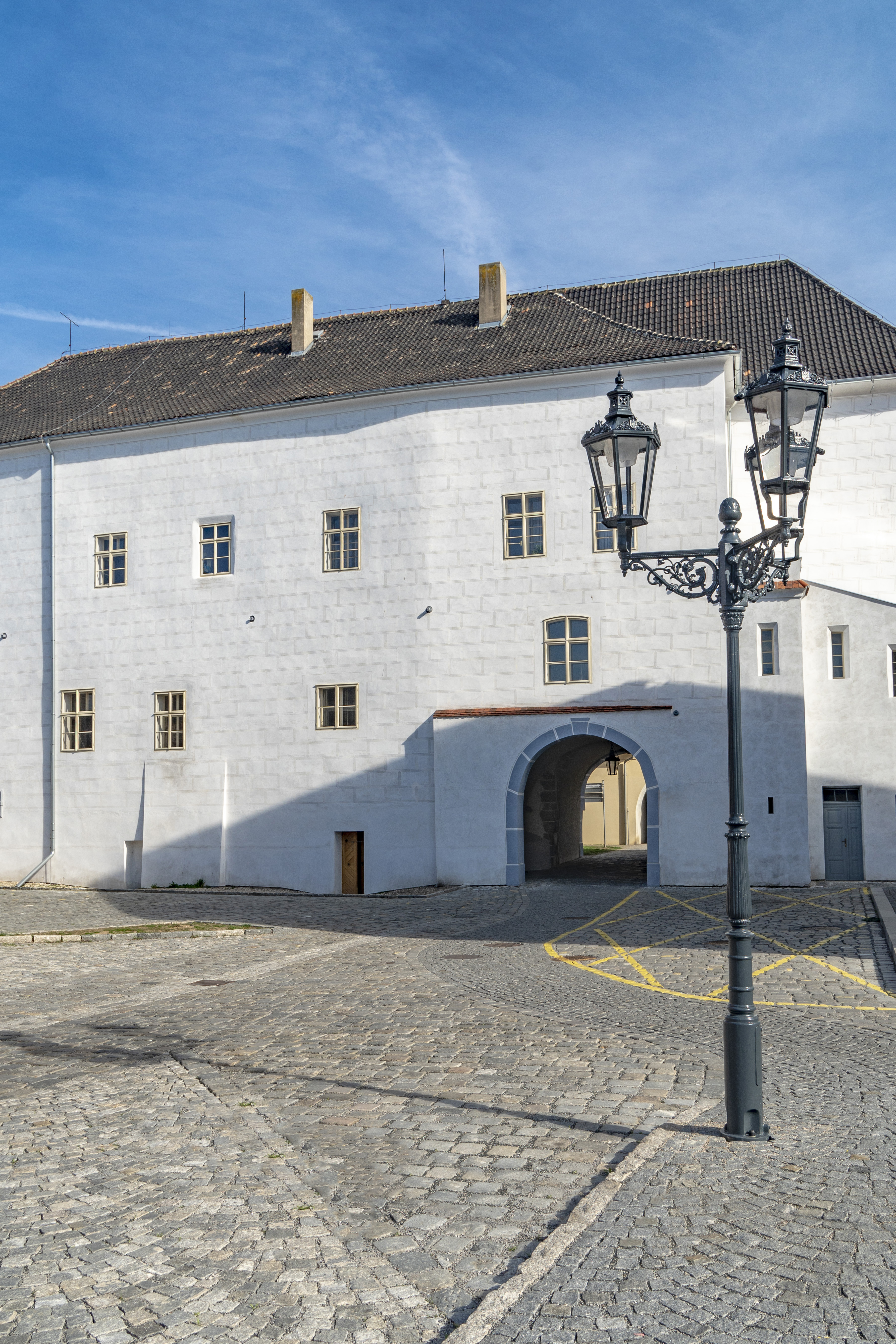
Žerotínský palác

Hrad Bedřicha ze Strážnice zaujal místo v blízkosti bývalého kláštera, ale rozšířil se také směrem do parkánu, do něhož směřovala nově postavená branská věž. Vstup do hradu tak nebyl závislý na průchodu městem. U věže byl v prostoru parkánu vybudován obdélný palác s rizalitem, který vystupoval nad řeku Labe. Na protilehlé straně úzkého nádvoří stálo východní křídlo, které snad využívalo některé původně klášterní budovy. Jeho součástí byla i Klášterská brána raně gotického městského opevnění směrem do města, proti kterému hrad chránil příkop. Dále se ve východním křídle nacházely dvě kuchyně. Jižní stranu nádvoří uzavírala polookrouhlá věž a mimo půdorys hradu stála vodní věž spojená s hradem pomocí můstku. Na severní straně nádvoří stála další obdélná budova.
Při pozdněgotické přestavbě okolo roku 1500 byl hrad rozšířen směrem na západ, kde vzniklo hospodářské předhradí, jehož součástí je částečně dochovaná budova původně věžovité brány s točitým schodištěm a dělostřeleckými střílnami.
Dochované zámecké budovy se nachází v severovýchodní části památkově chráněného areálu. Uzavírají tři strany nádvoří, na jehož jižní straně stála až do roku 2008 budova tzv. Ječných půd. Ke chráněným budovám patří také západní brána, brána mezi spilkou a novostavbou tzv. podnikatelského inkubátoru a vlastní pivovar se sladovnou. Z Ječných půd se dochovaly pouze sklepy.